# Movimiento Socialista de los Trabajadores (Chile)
O Movimiento Socialista de los Trabajadores (MST) é um partido político de esquerda radical do Chile fundado no início de 2010 e com orientação trotskista. O partido é a seção chilena da  Unidade Internacional dos Trabalhadores - Quarta Internacional (UIT-QI), corrente internacional que reivindica o legado do dirigente e militante argentino Nahuel Moreno. O MST faz oposição de esquerda aos governos municipais, provinciais e ao governo da presidente Michelle Bachelet (composto pelo Partido Socialista, pelo Partido Comunista e por outros partidos).
O MST chileno surgiu a partir de uma fusão em março de 2010 entre a Izquierda Socialista (partido trotskista-morenista com cerca de 20 anos de existência) e a Juventud Movilizada (grupo estudantil jovem e sem tradição), que se aproximaram a partir da atuação na Universidade Alberto Hurtado (que fica em Santiago). O primeiro periódico do MST chamava-se Solidaridad.
Em agosto de 2010 o MST realizou seu Primeiro Congresso, que teve a participação de um dirigente do MST da Argentina como convidado. Nesse congresso, a partir de um segundo convite feito pelo MST argentino, o MST chileno aceitou fazer parte da corrente chavista "Reagrupamiento Internacional", composta também pelo MES brasileiro (corrente interna do PSOL), pelo Marea Socialista venezuelano (na época corrente interna do PSUV) e por outras organizações.
Em 2011, quando o MST argentino decidiu não compor a Frente de Izquierda y de los Trabajadores - FIT (com a Izquierda Socialista, o Partido Obrero e o PTS), preferindo fazer alianças com partidos burgueses com Pino Solanas, o MST chileno fez duras críticas a essa política e divulgou apoio à FIT. O MST chileno também divergiu da posição do MES brasileiro sobre a Revolução Egípcia de 2011, por considerar que ela não reivindicou uma saída socialista para a revolução, limitando-se a uma perspectiva etapista alheia a do Programa de Transição trotskista. A partir daí, o MST chileno aproximou-se da corrente internacional UIT-QI, convergindo também na caraterização de que os governos de Hugo Chávez (Venezuela) e Evo Morales (Bolívia) – bem como o projeto do chamado "Socialismo do século XXI" – são anti-operários, anti-populares e obstáculos na construção de uma direção revolucionária. O MST do Chile passou a ser seção chilena da UIT-QI, composta também pela IS argentina, pela CST brasileira (outra corrente interna do PSOL), pelo PSL venezuelano e por outras outras organizações.
Nas eleições municipais de 2012, o MST chileno lançou Rainier Ríos como candidato a prefeito (alcalde) de Puente Alto (comuna que fica na Região Metropolitana de Santiago) pelo extinto Partido Igualdad (PI), conquistando 2.544 votos (2,81%). Nas eleições presidenciais de 2013, o MST fez parte da frente Todos a La Moneda, apoiando o candidato Marcel Claude do Partido Humanista (PH), que conquistou 185.072 votos (2,81%).